# Kolportážní romány Karla Maye
Kolportážními romány se rozumí díla, která jsou psána pro vydávání v sešitech na pokračování. Karel May napsal v osmdesátých letech 19. století pět takovýchto románů, všechny pro drážďanského nakladatele Heinricha Gottholda Münchmeyera.
- Das Waldröschen oder Die Rächerjagd rund um die Erde (1882–1884, Lesní Růže aneb Pronásledování kolem světa),
- Die Liebe des Ulanen (1883–1885, Hulánova láska),
- Der verlorene Sohn oder Der Fürst des Elends (1884–1886, Ztracený syn aneb Kníže bídy),
- Deutsche Herzen, deutsche Helden (1885–1888, Německá srdce, němečtí hrdinové), česky pod názvem Třemi díly světa,
- Der Weg zum Glück, Roman aus dem Leben Ludwig des Zweiten von Baiern (1886–1888, Cesta za štěstím, román ze života Ludvíka II.).

Jde o jednoduše psané romány pro odreagování čtenáře s barvitým dobrodružným dějem, které obsahují na svou dobu silně nemravné, v současnosti spíše úsměvné scény. Většinu z nich napsal May pod pseudonymem, např. jako kapitán Ramon Diaz de la Escosura. Počínaje rokem 1900 začal lipský nakladatel Adalbert Fischer, který získal vydavatelská práva nakladatele H. G. Münchmeyera, vydávat přes výslovný Mayův zákaz tyto romány znovu jako Ilustrovaná díla Karla Maye a vyzradil tak nejširší veřejnosti, kdo je jejich pravým autorem. May se sice obrátil na soud, ale vysoudil jen prohlášení, že pokud romány obsahuji jakékoliv nemorálnosti, nepocházejí tyto z pera tvůrce, nýbrž že tam byly zaneseny třetí stranou.
Vydání dvacet let starých triviálních děl však udělalo z kultovního autora s rostoucími pacifistickými snahami okamžitě terč německých „mravnostních“ spolků, zaměřených proti „literárnímu škváru“. Začala zničující štvanice, při které byly použity i informace o Mayově „trestné“ činnosti z let 1862 a 1868 a o jeho osobním životě (rozvod s Emmou Linou Pollmerovou). Teprve roku 1911 dal zemský soud v Berlíně Mayovi za pravdu, ale ten záhy na to 30. března 1912 v důsledku vysílení a prodělaného zápalu plic zemřel.

## Lesní Růže aneb Pronásledování kolem světa
Román Lesní Růže aneb Pronásledování kolem světa (Waldröschen oder Die Rächerjagd rund um die Erde) vydával Karel May pod pseudonymem kapitán Ramon Diaz de la Escosura na pokračování v letech 1882–1884. Dílo vyšlo ve 109 sešitech a mělo obrovský čtenářský úspěch. Karel May v něm navázal na tradice triviální lidové četby (jako byly různé rytířské a loupežnické romány) a vzorem mu také byla díla francouzských spisovatelů Eugèna Suea (Tajnosti pařížské) a Alexandra Dumase (Hrabě Monte Cristo).
Hlavní postava románu, doktor Karel Sternau, je jedním z prvních prototypů Old Shatterhanda, budoucího hrdiny Mayových hlavních děl. Po vyléčení španělského hraběte Emanuela de Rodrigandy se ožení s jeho dcerou Rositou. Zločinný hraběcí správce Cortejo se snaží získat zámek Rodriganda pomocí podvrženého hraběcího dědice a vyláká Sternaua do Mexika, kde se jej snaží uvěznit v pyramidě boha Slunce (zde se děj románu odehrává na pozadí bojů mexického prezidenta Benita Juáreze s mexickým císařem Maxmiliánem). Sternau se nakonec osvobodí s pomocí snoubence své dcery, zvané Lesní růže.  
Druhé německé vydání vydal v letech (1902–1903) již zmíněný Adalbert Fischer, který knihu rozdělil do šesti svazků:
- Die Tocher des Granden (1902, Grandova dcera),
- Der Schatz der Mixtekas (1902, Poklad Mixtecasů),
- Matavase, der Fürst des Felsens (1902, Matavase – Kníže skal),
- Erkämpftes Glück (1902–1903, Dobyté štěstí), tři díly.

Nakladatelství Karl-May-Verlag vydalo román v rámci Sebraných spisů Karla Maye v upravené verzi rovněž v šesti dílech (pod pořadovými čísly padesát jedna až padesát pět a sedmdesát sedm):
- Schloss Rodriganda (1924, Zámek Rodriganda),
- Die Pyramide des Sonnengottes (Pyramida boha Slunce),
- Benito Juarez (Benito Juarez),
- Trapper Geierschnabel (Zálesák Supí zobák),
- Der sterbende Kaiser (Umírající císař),
- Die Kinder des Herzogs (Děti knížete).

První české vydání vyšlo roku 1889 ve Vídni v nakladatelství Josef Rubinstein rovněž v sešitech pod názvem Tajemství Žebrákovo aneb pronásledování kolem celé země s barevnými ilustracemi převzatými z německého vydání. Jako autor by uveden kapitán Ramon Diaz de la Escosura. Také druhé a třetí vydání vyšlo ve stejném nakladatelství. Podruhé (rok nezjištěn) vyšlo dílo pod novým názvem Lesní Růženka čili pronásledování kolem celé země opět v sešitech, ale s novými černobílými ilustracemi (a opět byl jako autor uveden kapitán Ramon Diaz de la Escosura). Teprve třetí vydání (rok nezjištěn) vyšlo pod jménem Karel May, ale opět neslo změněný název, tentokrát Tajemství Žebráka čili pronásledování kolem celé země. 
Na čtvrté české vydání románu bylo nutno počkat téměř sto let. Roku 1994 vydalo Lesní Růži brněnské nakladatelství Návrat pod názvem Tajemství starého rodu v překladu Petra Dorňáka, rozdělenou do osmi svazků:
- Rosita de Rodriganda,
- Černý oheň Cortejů,
- V osidlech temných intrik,
- Klikaté stezky vášní,
- Pouta víry a beznaděje,
- Žhavé slunce Mexika (dva díly),
- Zákon bohyně Nemesis.

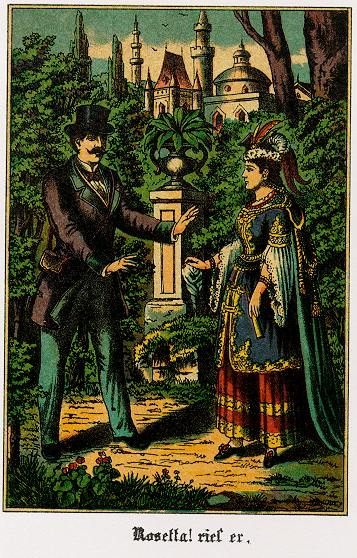
Ilustrace z německého vydání z roku 1882.
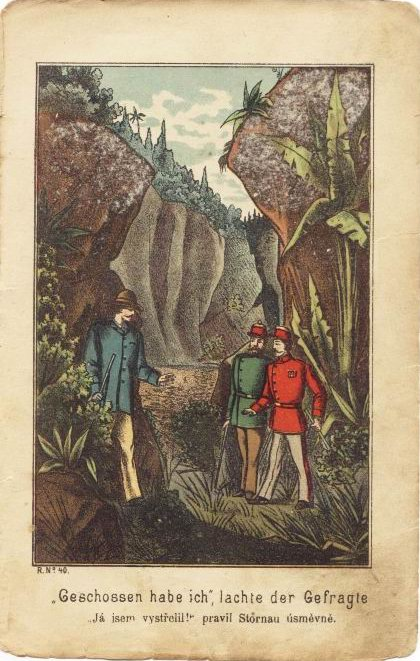
Tajemství Žebrákovo, ilustrace k prvnímu českému vydání z roku 1889.
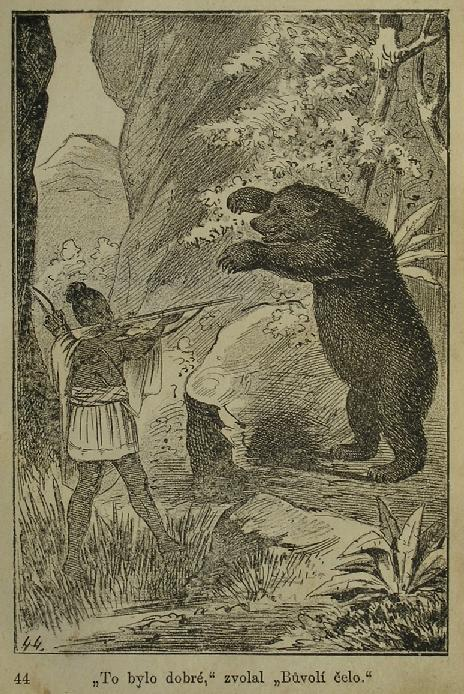
Lesní Růženka, ilustrace k druhému českému vydání.
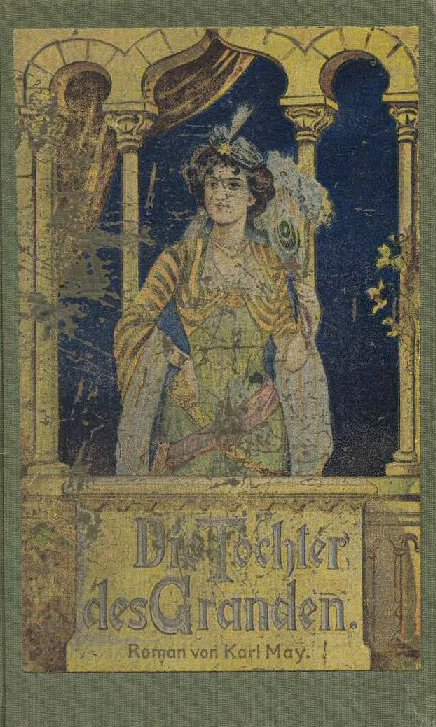
Die Tocher des Granden, vydání z roku 1902.

## Hulánova láska
Hulánova láska (Die Liebe des Ulanen) je druhý Mayův kolportážní román, jehož děj se odehrává v období německo-francouzských válek, za vlády francouzských císařů Napoleona I. a Napoleona III., a jeho obsahem je milostný vztah pruského důstojníka Huga von Königsau a Francouzky Margot Richemonte, který musí překonávat mnohé překážky. Román vyšel pod Mayovým jménem na pokračování ve 108 sešitech časopisu Deutscher Wanderer v letech 1883–1885. Další německé vydání se datuje do let 1900–1901, kdy román v pěti dílech vydal nakladatel Adalbert Fischer:
- Die Herren von Königsau (Páni z Königsau),
- Napoleons letzte Liebe (Poslední Napoleonova láska),
- Der Kapitän der Kaisergarde (Kapitán císařské gardy),
- Der Spion von Ortry( Vyzvědač z Ortry),
- Durch Kampf zum Sieg (Bojem k vítězství).

Nakladatelství Karl-May-Verlag vydalo román v rámci Sebraných spisů Karla Maye ve čtyřech dílech (pod pořadovými čísly padesát šest až padesát devět (v tomto vydání je Hugo von Königsau přejmenován na Huga von Greifenklau):
- Der Weg nach Waterloo (Cesta do Waterloo),
- Das Geheimnis des Marabut (Marabutovo tajemství),
- Der Spion von Ortry (Vyzvědač z Ortry),
- Die Herren von Greifenklau (Pánové z Greifenklau).

První české vydání románu Hulánova láska vyšlo pravděpodobně ve zkrácené dvoudílné verzi pod názvem Mír a válka – Páni z Kralokok ve vídeňském nakladatelství Josef Rubinstein (rok vydání nezjištěn). Kompletní vydání se datuje do let 1910–1914, kdy román vydal nakladatel Alois Hynek z Prahy, v překladu G. N. Meyerhoffera a s ilustracemi Věnceslava Černého. Od něho zřejmě také pochází rozdělení do pěti dílů:
- Válečná pokladna,
- Otec a syn,
- V Paříži,
- Vyzvědač z Ortry,
- Osvobození a nalezení.

Roku 1939 vydalo pražské nakladatelství Toužimský a Moravec první díl cyklu, román Válečná pokladna. Šlo o převzaté vydání od Aloise Hynka s novými deskami. Další díly již nevyšly.
Rozdělení cyklu do pěti dílů se drželo i zatím poslední české vydání z roku 1993 v nakladatelství Klára, Český Těšín, doprovázené poměrně špatně překreslenými původními ilustracemi Věnceslava Černého od Jaromíra Suchého.

## Ztracený syn aneb Kníže bídy
Ztracený syn aneb Kníže bídy (Der verlorene Sohn oder Der Fürst des Elends) je třetí kolportážní román Karla Maye. Napínavý kriminální román se silným sociálním podtextem vyšel anonymně na pokračování v letech 1884–1886 ve 101 sešitech. Nakladatel Adalbert Fischer vydal román v letech 1904–1905 rozdělený do pěti dílů:
- Sklaven des Elends (Otroci bídy)
- Sklaven der Arbeit (Otroci práce),
- Sklaven der Schande (Otroci hanby),
- Sklaven des Goldes (Otroci zlata),
- Sklaven der Ehre (Otroci cti).

Nakladatelství Karl-May-Verlag vydalo román v rámci Sebraných spisů Karla Maye v upravené verzi rovněž v pěti dílech (pod pořadovými čísly šedesát čtyři, šedesát pět a sedmdesát čtyři až sedmdesát šest):
- Das Buschgespenst (Přízrak v křoví),
- Der Fremde aus Indien (Cizinec z Indie),
- Der verlorene Sohn (Ztracený syn),
- Sklaven der Schande (Otroci hanby),
- Der Eremit (Poustevník).

S přehledem českých vydání je určitá potíž. Podle některých zdrojů měl tento román vydat již vídeňský nakladatel Josef Rubinstein. Zdali toto vydání opravdu existuje, žádný zdroj neuvádí, bylo prý avizováno ve vydavatelských prospektech (další zdroje ale tvrdí, že to byl jiný Mayův kolportážní román Cesta za štěstím). První doložené vydání je tak až z roku 1902 a vydalo jej nakladatelství Alois Hynek v Praze (překladatel ani ilustrátor nejsou uvedeni). Roku 1930 vyšel román v nakladatelství Jaroslav Šrámek, Praha, pod názvem Kníže bídy. Na místě autora bylo uvedeno podle anonymních pramenů upravil E.Walles.
Roku 1994 vydalo pražské nakladatelství Olympia v překladu Václava Černého a s ilustracemi Gustava Kruma knihu Cizinec přichází a o rok později Přízrak v překladu Jiřího a Gabriely Veselých. Šlo o první dva díly cyklu podle upraveného vydání nakladatelství Karl-May-Verlag, další svazky však již nevyšly. Kompletní román vyšel až v letech 1995–1999 v překladu Vladimíra Šundy v brněnském nakladatelství Návrat, rozdělený do patnácti svazků:
- Muž mnoha tváří (1995),
- Oběť zhýralce (1995),
- Odvážná loupež (1995),
- Láska a přátelství (1996),
- Úklady dobra a zla (1996),
- Do nitra lidské duše (1996),
- Konec padlých andělů (1996),
- Střet bez předsudků (1997),
- Stržené masky zločinu (1997),
- Kola božích mlýnů (1997),
- Ze tmy do světla (1998),
- Škrcení hadí hlavy (1998),
- Odměna podle práva (1999),
- Osudové křižovatky (1999),
- Všem vyšlo slunce (1999).

Totéž nakladatelství vydávalo tento román od roku 2004 znovu v rámci svého projektu Souborné vydání díla Karla Maye. Do roku 2006 vyšlo šest dílů, pak bylo vydávání románu přerušeno.

## Německá srdce, němečtí hrdinové (Třemi díly světa)
Čtvrtý Mayův kolportážní román Německá srdce, němečtí hrdinové (Deutsche Herzen, deutsche Helden) vyšel na pokračování v letech 1885–1888 ve 109 sešitech. Ani pod tento román se Karel May nepodepsal. Kostru románu tvoří osudy jedné německé rodiny, která byla díky pomstě tureckého paši rozprášena po celém světě. Ve vydání nakladatele Adalberta Fischera z let 1901–1902 byl román rozdělen do pěti svazků: 
- Eine deutsche Sultana (1901, Německá sultana),
- Die Königin der Wüste (1901, Královna pouště),
- Der Fürst der Bleichgesichter (1901, Kníže bledých tváří), dva díly,
- Der Engel der Verbannten (1902, Anděl zapuzených).

Nakladatelství Karl-May-Verlag vydalo román v rámci Sebraných spisů Karla Maye v upravené verzi ve čtyřech dílech (pod pořadovými čísly šedesát až šedesát tři):
- Allah il Allah! (Alláh il Alláh!),
- Der Derwisch (Derviš),
- Im Tal des Todes (V údolí smrti),
- Zobeljäger und Kosak (Lovec sobolů a kozák).

Čeští nakladatelé začali z celkem pochopitelných důvodů vydávat tento román pod změněným názvem Třemi díly světa a tato praxe trvá dodnes. První české vydání z roku 1904 u nakladatele Aloise Hynka z Prahy v překladu G. N. Meyerhoffera a s ilustracemi Věnceslava Černého bylo rozděleno do pěti svazků: 
- V zemi půlměsíce (dva díly),
- Růže pralesa (dva díly),
- Anděl zapuzených.

Vydání obsahovalo jen nepatrně zkrácené první čtyři díly německého vydání z roku 1901–1902. Pátý díl originálu byl v tomto českém vydání zkrácen asi na polovinu. 
Druhé české vydání pochází z let 1935–1936 a vydal je nakladatel Toužimský a Moravec z Prahy v rámci tzv. Malé řady knih Karla Maye v překladu S. V. Jizery a ilustracemi Věnceslava Černého, Clause Bergena a Zdeňka Buriana. Jedná se o zcela přepracovaný a na polovinu zkrácený román, který se podstatně liší od původní Mayovy verze. Tak např. hlavní hrdina, německý princ Oskar Steinbach, je v tomto vydání nahrazen Old Shatterhandem. Dílo vyšlo v pěti dílech:
- Derviš (1935),
- Královna pouště (1935),
- Růže pralesa (1935),
- Údolí smrti (1936),
- Lovec sobolů (1936).

Třetí české vydání je datuje až do roku 1993, kdy vyšlo v brněnském nakladatelství Návrat. Jde v podstatě o nové vydání původní zkrácené a upravené verze z nakladatelství Toužimský a Moravec. Teprve dvanáctidílné vydání v překladu Vladimíra Šundy z let 2000–2005 (opět v nakladatelství Návrat v rámci jeho projektu Souborné vydání díla Karla Maye) je prvním kompletním vydáním tohoto románu.

## Cesta za štěstím, román ze života Ludvíka II
Posledním kolportážním románem Karla Maye je Cesta za štěstím, román ze života Ludvíka II. (Der Weg zum Glück, Roman aus dem Leben Ludwig des Zweiten von Baiern). May jej vydal pod svým jménem ve 107 sešitech v letech 1886–1888. Podruhé román vyšel v letech 1903–1904 nákladem Adalberta Fischera rozdělený do čtyř dílů. Nakladatelství Karl-May-Verlag vydalo román v rámci Sebraných spisů Karla Maye v upravené verzi v šesti dílech (pod pořadovými čísly šedesát šest až šedesát osm, sedmdesát tři, sedmdesát osm a osmdesát devět):
- Der Peitschenmüller (Mlynář biče),
- Der Silberbauer (Stříbrná klec),
- Der Wurzelsepp (Kořenář Sepp),
- Der Habicht (Jestřáb),
- Das Rätsel von Miramare (Záhada z Miramare),
- Verschwörung in Wien (Spiknutí ve Vídni).

S přehledem českých vydání je ta samá potíž jako u románu Ztracený syn. Zde jenom můžeme zopakovat, že podle některých zdrojů měl tento román vydat již vídeňský nakladatel Josef Rubinstein. Zdali toto vydání opravdu existuje, žádný zdroj neuvádí, bylo prý avizováno ve vydavatelských prospektech (další zdroje ale tvrdí, že to byl román Ztracený syn). Zdá se tedy, že česky román poprvé vyšel až v letech 1997–2003 v překladu Vladimíra Šundy v brněnském nakladatelství Návrat v rámci jeho projektu Souborné vydání díla Karla Maye, a to ve dvanácti svazcích.
Román se odehrává v bavorských Alpách a v přilehlé části Čech, a mimo jiné zachycuje otřesné podmínky života alpských horalů, intriky vysoké společnosti, tajemné zločiny, pašeráctví a pytláctví. Dal by se zařadit i mezi tzv. červenou knihovnu, neboť plno kladných hrdinů a hrdinek dojde ke štěstí za pomoci bavorského krále Ludvíka II. Obsahuje také řadu milostných scén, které ve své době musely budit pohoršení. Kladní hrdinové jsou vesměs nepravděpodobné postavy, jako např. geniální umělec, živořící na hranici bídy, který je objeven a povznesen králem.